# Tabernaklet
 Ikke at forveksle med Tabernakel.
Tabernaklet (latin: tabernaculum, "telt" el. "barak"; hebraisk: משכן, tr. mishkan "stedet hvor Gud hviler/er") er den transportable helligdom, som israelitterne ifølge Det Gamle Testamente førte med sig under ørkenvandringen på Moses' tid. Tabernaklet indeholdt blandt andet Pagtens Ark.
Tabernaklet dannede forbillede for det senere tempels indretning.